# Elisella linae
Elisella linae är en stekelart som beskrevs av Giordani Soika 1974. Elisella linae ingår i släktet Elisella och familjen Eumenidae. Inga underarter finns listade i Catalogue of Life.